# Liste des titres de marquis dans la pairie du Royaume-Uni
Cet article est une compilation des titres de marquis dans la pairie du Royaume-Uni.
| Titre                        | Création | Autres titres |
| ---------------------------- | -------- | ------------- |
| Marquis d'Exeter             | 1801     |               |
| Marquis de Northampton       | 1812     |               |
| Marquess Camden              | 1812     |               |
| Marquis d'Anglesey           | 1815     |               |
| Marquis de Cholmondeley      | 1815     |               |
| Marquis d'Ailesbury          | 1821     |               |
| Marquis de Bristol           | 1826     |               |
| Marquis d'Ailsa              | 1831     |               |
| Marquis de Normanby          | 1838     |               |
| Marquis d'Abergavenny        | 1876     |               |
| Marquis de Zetland           | 1892     |               |
| Marquis de Linlithgow        | 1902     |               |
| Marquis d'Aberdeen et Temair | 1916     |               |
| Marquis de Milford Haven     | 1917     |               |
| Marquis de Reading           | 1926     |               |